# Albert Major
Wilhelm Albert Major (* 27. Juli 1878 in Schönfeld; † 5. Dezember 1957 in Naunhof) war ein deutscher Lehrer, Grafiker und Maler.

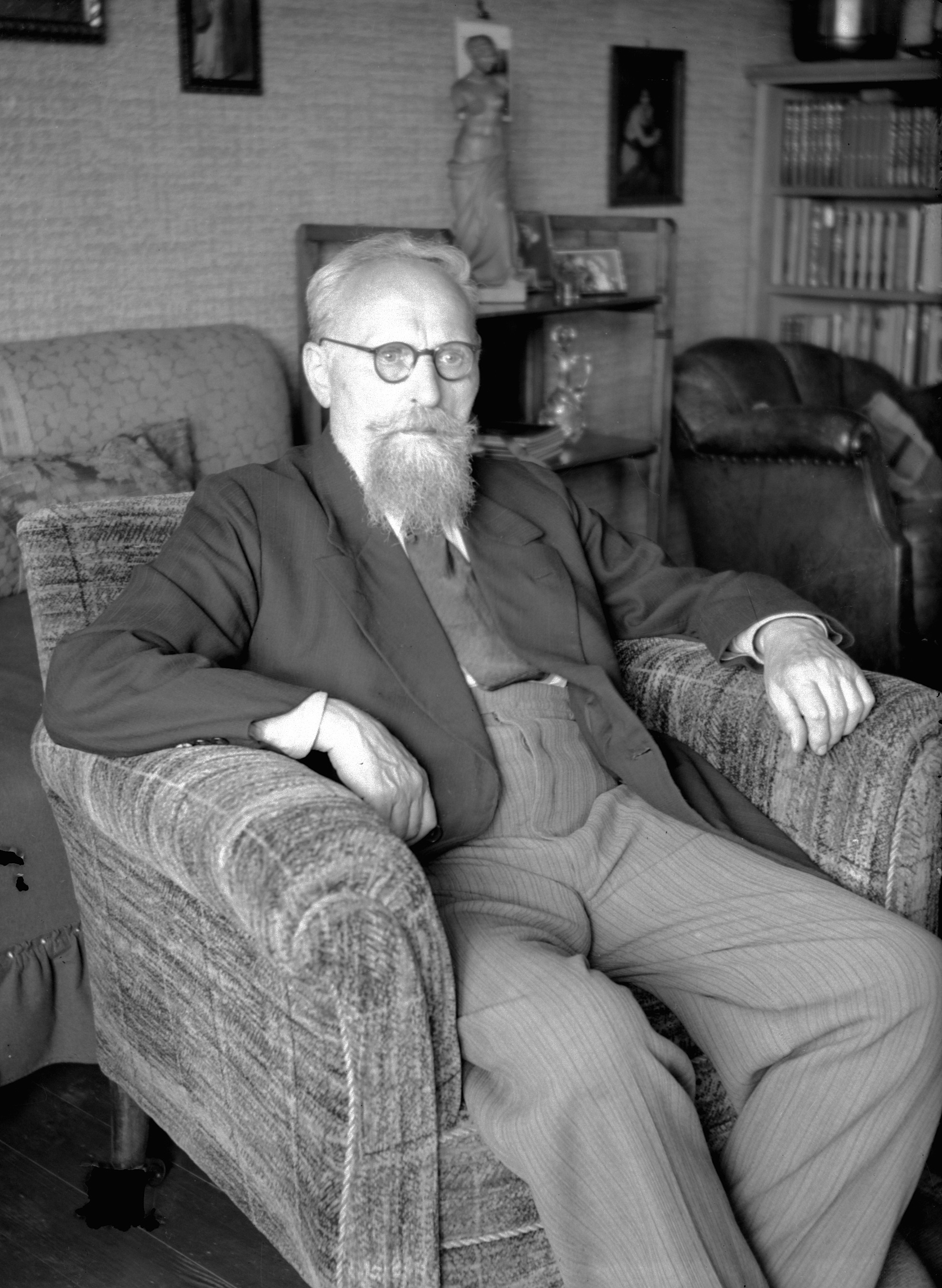
Albert Major an seinem 75. Geburtstag in Naunhof

## Leben
Als Sohn des Lehrers Carl Hermann Major in Schönfeld geboren, schlug Albert Major nach dem Schulbesuch wie der Vater die Lehrerlaufbahn ein. Von 1893 bis 1899 besuchte er in Annaberg das Lehrerseminar. In dieser Zeit entdeckte er sein Talent zum Zeichnen. Nach ersten praktischen Erfahrungen als Hilfslehrer an der Bürgerschule Geyer nahm Albert Major am Zeichenlehrerkursus an der Kunstgewerbeschule Dresden teil, wo er Schüler des Hofrates Ermenegildo Antonio Donadini wurde. Außerdem besuchte er Kurse im Aktzeichnen und im Modellieren. Aufgrund fehlender finanzieller Mittel musste er diese zusätzliche künstlerische Ausbildung 1903 abbrechen. Im darauffolgenden Jahr legte er erfolgreich die Staatsprüfung ab und erhielt eine Stelle als Zeichenlehrer an der Königlichen Zeichenschule für Textilindustrie und Gewerbe zu Schneeberg. Bereits am 5. August 1914 wurde er zum Militärdienst eingezogen und war nach einer Verletzung ab 1916 im Genesungsheim Crimmitschau stationiert. Dort fertigte er zahlreiche Porträts von Kameraden und Krankenschwestern an. Er bemühte sich in dieser Zeit intensiv um eine besser bezahlte Anstellung und bekam diese im Mai 1918 an der Realschule der Amtsstadt der sächsischen Amtshauptmannschaft Schwarzenberg wechselte, wo er seit 1905 bereits im Nebenamt an der Haushaltungsschule tätig gewesen war.
Sowohl in Schneeberg als auch in Schwarzenberg entstanden zahlreiche Grafiken, Strich- und Federzeichnungen, Holzschnitte, Radierungen und Gemälde vom westlichen Erzgebirge. Mit zwei Bildern war er 1921 bei der Kunstausstellung in Dresden vertreten. Zu Walter Fröbes Hauptwerk Herrschaft und Stadt Schwarzenberg bis zum 16. Jahrhundert steuerte er einige Illustrationen bei. Außerdem fertigte er während seiner Reisen mehrere Skizzen und Ansichten von unterwegs. Ein Teil seiner Werke erschien auch auf Ansichtskarten als heimatliche Künstlerkarten oder Künstlerkarten des Erzgebirges. Zu seinen beliebten Motiven zählten die Kirchen in Schneeberg, Schwarzenberg, Markersbach und Naunhof.
Zusammen mit Walter Fröbe und anderen kulturell interessierten Bürgern gründete er einen Verein, der 1924 das Naturtheater am Rockelmann aufgebaut und betrieben hat. Für dieses Naturtheater entwarf er eine Verschiebebühne und mehrere Kulissen.
Major trat zum 1. April 1930 der NSDAP bei (Mitgliedsnummer 228.254) und war ab diesem Jahr kommunalpolitisch in Schwarzenberg tätig. 1930 wurde er erstmals in den Stadtrat von Schwarzenberg gewählt, ab 1933 bekleidete er das Amt des stellvertretenden Bürgermeisters. Er war Mitglied im Reichsverband akademisch gebildeter Zeichenlehrer und Zeichenlehrerinnen und trat 1931 dem Nationalsozialistischen Lehrerbund bei. In der SA hatte er den Rang eines Obertruppenführers. Im Jahr des Ausbruchs des Zweiten Weltkrieges ging er als Lehrer in den Ruhestand. Um sein Einkommen aufzubessern, arbeitete er in der Stadtverwaltung Schwarzenberg und später wieder aushilfsweise als Lehrer. Nach Kriegsende wurde Major vom antifaschistischen Aktionsausschuss der „Freien Republik Schwarzenberg“ kurzzeitig im Turm des Schlosses Schwarzenberg inhaftiert. Der staatliche Zuschuss in Form des Beamtenruhegehalts wurde ihm gestrichen und 1946 ihm das Wahlrecht entzogen. Den Lebensunterhalt verdiente er in der Zeit mit Auftragswerken.
Als im Zuge des beginnenden Uran-Bergbaus im Gebiet um Schwarzenberg viel Wohnraum requiriert wurde, gehörte die Familie Major zum Personenkreis, der aus der Stadt ausgewiesen werden sollte. Major sah sich gezwungen, 1949 zu seiner verwitweten Tochter nach Naunhof zu ziehen, wo er mit seiner Frau seinen Lebensabend verbrachte. Auch in Naunhof schuf er noch mehrere künstlerische Werke.
Das Museum Perla Castrum im Schloss Schwarzenberg widmete ihm im Herbst 2018 eine Sonderausstellung.